# Губин, Геннадий Дмитриевич
Геннадий Дмитриевич Губин — доктор медицинских наук, профессор. Основатель нового научного направления по исследованию хронобиологических и хрономедицинских проблем в биологии развития. Заслуженный деятель науки России, член Проблемной комиссии РАМН по хронобиологии и хрономедицине, заведующий кафедрой медицинской биологии и генетики ТюмГМА с 1963 г., Заслуженный профессор ТюмГМА. Под его руководством защищено 5 докторских (в том числе — одна из Германии) и 12 кандидатских диссертаций. Автор более трёхсот работ. Сформулировал концепцию «волчка» для описания общебиологической закономерности изменения амплитуды суточного ритма в онтогенезе позвоночных, получившую впоследствии мировое признание.
Имеет награды федерального значения: орден «Знак почёта», медаль «За освоение недр и развитие нефтегазового комплекса», «За доблестный труд», имеет знак «Отличник здравоохранения», нагрудный знак «За отличные успехи в работе» за заслуги в области Высшего образования СССР, занесен в Областную Книгу трудовой славы, включён в Золотой фонд наук о циклах природы и общества РФ и СНГ. Академик Российской Академии Естествознания.